# Осока горолюбивая
Осо́ка горолюби́вая (лат. Carex oreophila) — многолетнее травянистое растение, вид рода Осока (Carex) семейства Осоковые (Cyperaceae).

## Ботаническое описание
Растение с ползучим деревянистым корневищем.
Стебель трёхгранный бороздчатый, шероховатый, 5—20 см высотой, окружён при основании буровато-жёлтыми (охристыми) влагалищами листьев.
Листья щетиновидно-свёрнутые, шероховатые, короче стебля.
Колосок андрогинный, продолговатый, (0,6)0,7—1,5 см длиной, с широкой, 3—4 мм, тычиночной частью, по длине, равной пестичной. Кроющие чешуи обратнояйцевидные, тупые, тёмно-каштановые, короче мешочков, при плодах не опадающие. Мешочки уплощённо плоско-выпуклые, округло-эллиптические, 2,5—3,5(4) мм длиной, перепончатые, с округлым основанием, ржавые, зрелые слабо отклонённые от оси колоска, без жилок, сидячие, с коротким коротко-двузубчатым гладким носиком. Рылец 2.
Плод при основании с осевым придатком.
Вид описан с Кавказа.

## Распространение
Кавказ: Большой Кавказ (верховья Кубани, центр и восток), Клухорский перевал, Южная Осетия, Грузия (окрестности Лагодехи), Карабах, Южное Закавказье; Западная Азия: Турция, Северный Иран, Северный Ирак.
Растёт на альпийских лугах.